# Vermogen (natuurkunde)
Vermogen is een natuurkundige grootheid voor de energie (arbeid) per tijdseenheid. De SI-eenheid voor vermogen is de watt. Men leest dan ook vaak het formeel onjuiste wattage in plaats van het officieel correcte vermogen.
Een andere, verouderde eenheid voor vermogen is de paardenkracht (pk). Eén paardenkracht kwam oorspronkelijk overeen met het vermogen benodigd om een massa van 75 kg omhoog te trekken met een snelheid van één meter per seconde. Dit vermogen varieert met de zwaartekrachtversnelling en dus met de plaats op aarde. De pk is niet duidelijk gedefinieerd en varieert van 736 - 750 watt.

## Definitie
Het gemiddelde vermogen is de gedurende een bepaalde tijdsperiode opgewekte of verbruikte hoeveelheid energie per tijdseenheid. In formulevorm:
{\displaystyle {\text{gemiddelde vermogen}}={\frac {\text{arbeid}}{\text{tijdsduur}}}}
Voor zeer kleine tijdsduur nadert dit naar het momentane vermogen {\displaystyle P}:
{\displaystyle P={\frac {\mathrm {d} W}{\mathrm {d} t}}}
waarin:
- {\displaystyle P}, het vermogen, in watt
- {\displaystyle W}, de verrichte arbeid als functie van de tijd, in joule
- {\displaystyle t}, de tijd, in seconden

## Mechanisch vermogen

### Verplaatsing
Voor een verplaatsing over een infinitesimale afstand {\displaystyle \mathrm {d} {\vec {s}}} onder invloed van een kracht {\displaystyle {\vec {F}}} is de benodigde arbeid het inproduct van beide:
{\displaystyle \mathrm {d} W={\vec {F}}\cdot \mathrm {d} {\vec {s}}}
Het momentane vermogen is dan:
{\displaystyle P={\frac {\mathrm {d} W}{\mathrm {d} t}}={\vec {F}}\cdot {\vec {v}}},
met {\displaystyle {\vec {v}}=\mathrm {d} {\vec {s}}/\mathrm {d} t} de snelheid.

### Verdraaiing
Als de verplaatsing een verdraaiing om een as is over een hoek {\displaystyle \varphi } onder invloed van een koppel met moment {\displaystyle M} ten opzichte van die as, is de benodigde arbeid:
{\displaystyle W=M\varphi }
Het momentane vermogen is dan:
{\displaystyle P={\frac {\mathrm {d} W}{\mathrm {d} t}}=M{\frac {\mathrm {d} \varphi }{\mathrm {d} t}}=M\omega },
met {\displaystyle \omega } de hoeksnelheid.
In veel gevallen wordt het vermogen berekend als het product van een intensieve  grootheid en een extensieve grootheid.
- Een intensiteit ("druk")
- Een extensiteit ("stroom") als gevolg van de intensiteit, met grootte intensiteit / "weerstand"

Aangezien het vermogen het product is van beide waarden, valt het op dat het evenredig is met het kwadraat van de intensiteit. 
| Soort vermogen           | Extensiteit                      | Intensiteit                |
| ------------------------ | -------------------------------- | -------------------------- |
| Mechanisch, translatie   | {\displaystyle {\vec {v}}}       | {\displaystyle {\vec {F}}} |
| Mechanisch, rotatie      | {\displaystyle {\vec {\omega }}} | {\displaystyle {\vec {T}}} |
| Hydraulisch              | {\displaystyle Q}                | {\displaystyle \Delta p}   |
| kernfysica               | m                                | A                          |
| straling algemeen        | A                                | I                          |
| zwarte straler           | A                                | T                          |
| Elektrisch, gelijkstroom | {\displaystyle I}                | {\displaystyle U}          |

## Stromingsleer
In de stromingsleer geldt:
{\displaystyle P=QC_{v}(T_{2}-T_{1})\rho }
waarin:
- Q: het debiet, in m3/s
- Cv: de soortelijke warmte, in J/kgK
- T2-T1: de temperatuursverandering in de tijd, in kelvin
- {\displaystyle \rho }: de dichtheid, in kg/m3

## Hydraulica
In de hydraulica wordt mechanisch vermogen omgezet in hydraulisch vermogen (pomp) en andersom (motor).
Het hydraulisch vermogen bedraagt:
{\displaystyle P=Q\cdot \Delta p}
waarin
- Q = debiet, in m3/s
- Δp = het drukverschil in pascal

## Kernfysica
{\displaystyle P=E\cdot A=m\cdot D\cdot A^{n}}
{\displaystyle n=t/t_{\mathrm {half} }}
waarin
- E = stralingsenergie, in J
- A = radioactiviteit, in deeltjes/s of Bq
- D = dosis, in gray
- m = bestraalde massa, in kg
- t = verstreken tijd, in s
- thalf = halfwaardetijd, in s

## Straling

### Algemeen
{\displaystyle P=I\cdot A}
waarin 
- I = stralingsintensiteit, in W/m²
- A = bestraalde oppervlakte in m²

#### zwarte straler
{\displaystyle P=\sigma \cdot A\cdot T^{4}}
waarin
- {\displaystyle \sigma } = de constante van Stefan-Bolzman, in J/m2K4
- A = bestraalde oppervlakte, in m2
- T = absolute temperatuur, in K

## Elektriciteitsleer

### Gelijkspanning
Bij gelijkspanning is het vermogen:
{\displaystyle P=U\cdot I={\frac {U^{2}}{R}}=I^{2}R}
waarin
- U: de elektrische spanning, in volt
- I: de elektrische stroom, in ampère
- R: de elektrische weerstand, in ohm

### Wisselspanning
Bij wisselspanning onderscheidt men verschillende soorten elektrisch vermogen: het complexe vermogen, het actieve of effectieve vermogen, het reactieve vermogen en het schijnbare vermogen.

#### Complex vermogen
Het complexe vermogen (Sc) (eenheid voltampère, VA) wordt gedefinieerd als het product van de spanning met de complex toegevoegde van de stroom:
{\displaystyle Sc=U\cdot I^{*}}
Met de wet van Ohm kan men het vermogen uitdrukken als functie van de impedantie Z:
{\displaystyle Sc={\frac {|U|^{2}}{Z^{*}}}=|I|^{2}Z}
Verder geldt dat het complexe vermogen de vectoriele som is van het actieve vermogen P en het reactieve vermogen Q. In het complexe vlak wordt dat:
{\displaystyle Sc=P+jQ}
(In de elektrotechniek wordt gewoonlijk voor de imaginaire eenheid j in plaats van i gebruikt om verwarring met de stroom te voorkomen.)

#### Actief vermogen (werkelijk vermogen)
Het actieve of effectieve vermogen (P) (eenheid watt, W) geeft het energieverbruik per tijdseenheid aan. Het effectieve vermogen is voor een sinusvormige spanning en stroom:
{\displaystyle P=U\,I\,\cos(\varphi )}
met hierin:
- P: het effectieve vermogen, in watt
- U: de effectieve elektrische spanning, in volt
- I: de effectieve elektrische stroom, in ampère
- φ: de fasehoek tussen spanning en stroom, in radialen. Dit is de hoek waarmee de stroomgolf na-ijlt op (achterloopt bij) de spanningsgolf ten gevolge van reactantie van spoelen en condensatoren in de schakeling.

Het actieve vermogen komt overeen met het reële deel van het complexe vermogen:
{\displaystyle P=\Re (Sc)}

#### Reactief vermogen (blindvermogen)
Het reactieve vermogen (Q) (eenheid VAr) geeft de activiteit van de reactanties aan. Het reactieve vermogen is voor een sinusvormige spanning en stroom:
{\displaystyle Q=U\,I\,\sin(\varphi )}
met hierin:
- Q: het reactieve vermogen, in voltampère reactief
- U: de effectieve elektrische spanning, in volt
- I: de effectieve elektrische stroom, in ampère
- φ: de fasehoek tussen spanning en stroom, in radialen

De stroom die gemoeid is met het blindvermogen heet ook wel blindstroom.
Het reactieve vermogen komt overeen met het imaginaire deel van het complexe vermogen:
{\displaystyle Q=\Im (Sc)}

#### Schijnbaar vermogen (schijnvermogen)
Het schijnbare vermogen ({\displaystyle S}) (eenheid voltampère) geeft het energieverbruik aan als waren alle elektronische componenten weerstanden. Het schijnbare vermogen is voor een sinusvormige spanning en stroom:
{\displaystyle S=U\,I}
met hierin:
- S: het schijnbare vermogen, in voltampère
- U: de effectieve elektrische spanning, in volt
- I: de effectieve elektrische stroom, in ampère

Het schijnbare vermogen S komt overeen met de modulus van het complexe vermogen:
{\displaystyle S=|Sc|}